# Карел Поборски
Карел Поборски (чеш. Karel Poborský; 30. март 1972, Јиндрихув Храдец) бивши је чешки фудбалер, играо је на позицији десног крила.

## Каријера
Карел Поборски је играо за Чешке Будјејовице, Викторију Жижков и прашку Славију док га је након одличног наступа на Европском првенству 1996. купио енглески великан Манчестер јунајтед. Већ у првој сезони је освојио Премијер лигу, а одиграо је 22 од 38 првенствених утакмица. Исте сезоне је дошао и до полуфинала Лиге шампиона.
Јануара 1998. Поборски напушта Олд Трафорд и прелази у португалску Бенфику. У Бенфици игра стандардно, али за 3 године играња не осваја нити један трофеј.
Поборски у јануару 2001. године прелази у римски Лацио са којим долази до трећег места у Серији А, да би се 2002. вратио у Чешку прешавши у прашку Спарту. Са Спартом осваја 2 титуле првака Чешке Републике, а касније прелази у Чешке Будјејовице где и завршава каријеру 2007. године.

## Репрезентација
Поборски је дебитовао за репрезентацију Чешке Републике 23. фебруара 1994. против репрезентације Турске, што је била прва утакмица Чешке Републике од распада Чехословачке.
На Европском првенству 1996. у Енглеској је био један од најважнијих играча Чешке Републике са којом је дошао до другог места. Постигао је прелеп гол у четвртфиналу такмичења против Португалије тако што је лобовао португалског голмана Витора Баију. Тај гол је одлучио утакмицу која је завршена победом Чешке Републике 1:0. Учествовао је и на Купу конфедерација 1997. када је репрезентација заузела треће место.
Поборски је наступао још и на Европским првенствима 2000. и 2004. када је Чешка Република стигла до полуфинала, и на Светском првенству 2006. Укупно је одиграо 118 мечева и постигао 8 голова за Чешку Републику, и тренутни је рекордер по броју одиграних утакмица за репрезентацију.

## Трофеји
Славија Праг
- Прва лига Чешке Републике : 1996

Манчестер јунајтед
- Премијер лига : 1997

Спарта Праг
- Прва лига Чешке Републике : 2003, 2005
- Куп Чешке Републике : 2004

Индивидуални
- Чешки фудбалер године : 1996
- Члан најбољег тима Европског првенства 1996.
- Најбољи играч Прве лиге Чешке Републике : 2003, 2004, 2005